# Liste der Monuments historiques in Rehainviller
Die Liste der Monuments historiques in Rehainviller führt die Monuments historiques in der französischen Gemeinde Rehainviller auf.

## Liste der Immobilien
| Bezeichnung        | Beschreibung                                                                              | Standort                      | Kennzeichnung | Schutzstatus | Datum | Bild |
| ------------------ | ----------------------------------------------------------------------------------------- | ----------------------------- | ------------- | ------------ | ----- | ---- |
| Château d’Adoménil | Schloss, um 1600 erbaut; einschließlich der Wirtschaftsgebäude, der Kapelle und des Parks | nordwestlich des Ortes (Lage) | PA54000085    | Inscrit      | 2015  |      |

## Liste der Objekte
| Bezeichnung        | Beschreibung                                                | Standort                                        | Kennzeichnung | Schutzstatus | Datum | Bild |
| ------------------ | ----------------------------------------------------------- | ----------------------------------------------- | ------------- | ------------ | ----- | ---- |
| Gerahmtes Kruzifix | Weichselholz, Anfang des 18. Jahrhunderts, von César Bagard | in der Kirche Notre-Dame-de-l'Assomption (Lage) | PM54000783    | Classé       | 1975  |      |